# Стад д'Онгонджі
«Стад д'Онгонджі» (фр. «Stade d'Angondjé») — стадіон в Онгонджі, передмісті Лібревіля, столиці Габону.
На стадіоні проходив Кубок африканських націй 2012, а також фінал турніру. Перший матч тут був зіграний 10 листопада 2011 року між збірними Габону та Бразилії та завершився перемогою гостей з рахунком 2–0.
Стадіон є одним з чотирьох, які приймають Кубок африканських націй 2017, також тут буде зіграно фінал змагання.